# مولای حدو
مولای حدو (انگلیسی: Moulay Haddou؛ زادهٔ ۱۴ ژوئن ۱۹۷۵) بازیکن فوتبال اهل الجزایر است.
از باشگاه‌هایی که در آن بازی کرده‌است می‌توان به باشگاه فوتبال مولودیه وهران و باشگاه فوتبال اتحاد الجزایر اشاره کرد.
وی همچنین در تیم‌های ملی فوتبال الجزایر بازی کرده‌است.